# Olszanka (Powiat Łosicki)
Olszanka ist ein Dorf sowie Sitz der gleichnamigen Landgemeinde im Powiat Łosicki der Woiwodschaft Masowien, Polen.

## Gemeinde
Zur Landgemeinde Olszanka gehören folgende 17 Ortschaften mit einem Schulzenamt:
Bejdy
Bolesty
Dawidy
Hadynów
Klimy
Korczówka
Korczówka-Kolonia
Mszanna
Nowe Łepki
Olszanka
Pietrusy
Próchenki
Radlnia
Stare Łepki
Szawły
Szydłówka
Wyczółki